# Lindenstraße 38 (Parchim)

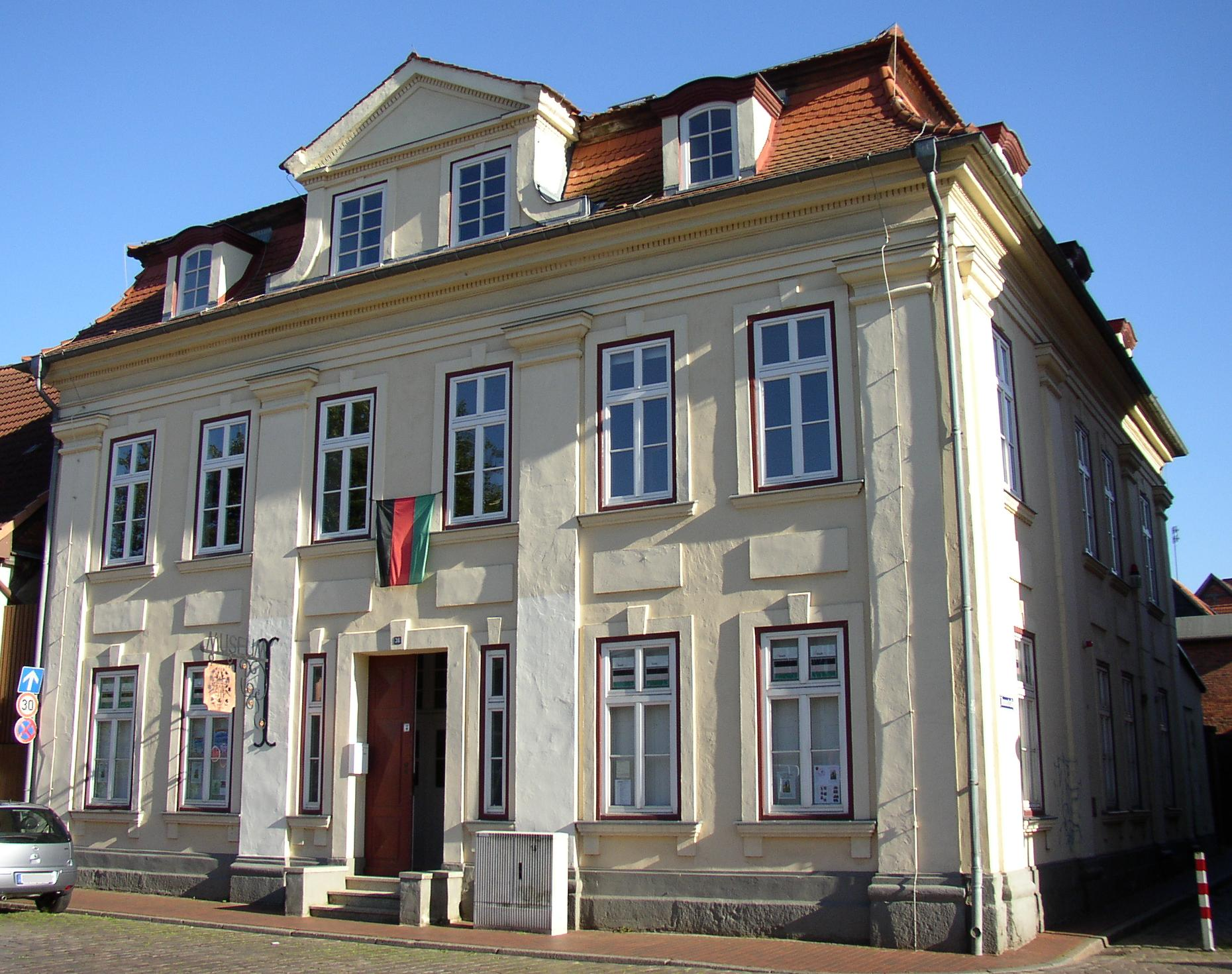
Nr. 38: Museum

Das Wohn- und Geschäftshaus Lindenstraße 38 in Parchim, Lindenstraße, Ecke Rosenstraße, diente bis 2023 als Stadtmuseum. Es steht unter Denkmalschutz.

## Geschichte
Das zweigeschossige, verputzte klassizistische Gebäude hat ein Mansarddach und ein markantes Dachhaus und wird gegliedert durch die Pilaster. Es diente als Wohnhaus bzw. Wohn- und Geschäftshaus, bis 1974 das Museum einzog.
Im Museum der Stadt Parchim mit dem Gewölbekeller und einem Museumshof befand sich eine Sammlung zur Stadtgeschichte und zum historischen Handwerk sowie Modelle der einstigen slawischen Burg, der Siedlung Scarzyn, vom Fangelturm und von der städtischen Kornmühle. Zum Museum gehört die Moltke-Gedächtnisstätte, Lange Straße 28.

### Museumsgeschichte
Auf Betreiben des Heimatbundes Parchim wurde zunächst 1935 ein Museum im Gartenhaus hinter dem Lyzeum (heute Präsidentenhaus, Blutstraße 5) eröffnet.
 
1953 war die zweite Eröffnung des Stadtmuseums am Alten Markt 3. 1966 musste das Haus aus baupolizeilichen Gründen geschlossen werden.
 
1974 zog das Museum in das Haus Lindenstraße 38 ein. Das Museum ist 2023 in die Kulturmühle Parchim, Fischerdamm 2, umgezogen.